# Modiin Illit
Modiin Illit (en hébreu : מוֹדִיעִין עִלִּית, signifiant Haute Modiin) ou Kiryat Sefer (en hébreu : קרית ספר, signifiant Ville de livres) est une colonie israélienne en Cisjordanie, territoire palestinien occupé, et considérée par conséquent comme illégale en vertu du droit international. Elle est construite en partie sur les terres de cinq villages palestiniens, Ni'lin, Kharbata Bani Harith, Saffa, Bil'in, et Deir Qaddis. 
Elle est située à 6 kilomètres au nord-est de Modiin à la limite entre la Samarie et les monts de Judée, environ à mi-chemin entre les villes de Jérusalem et de Tel Aviv-Jaffa, à 2,3 kilomètres à l'est de la ligne verte qui sépare la Cisjordanie d'Israël ,et à l'ouest de la barrière de séparation.
La colonie a été fondée en 1993, elle a en Israël le statut de ville depuis 2008. La population s'élevait à 81 216 habitants en janvier 2022. Elle est la plus grande colonie juive en Cisjordanie devant Betar Illit et Ma'aleh Adumim. Elle est habitée principalement par des juifs ultra-orthodoxes

## Histoire

### Fondation
Modi'in a été fondée en 1993 comme une ville de banlieue de la nouvelle Modiin qui comptera[Quand ?] 250 000 habitants. Elle est peuplée de juifs orthodoxes et s'est construite très rapidement. Modi'in Illit est la ville principale d'un ensemble de colonies, le "bloc de Modi'in-Ilit" qui comprend en outre de plus petites colonies proches édifiées dans les années 1980, Hashmonaim, Matityahu et Ganei Modi'in.

### Saisie de terres palestiniennes
En 2004, l'armée israélienne saisit des terres dont les propriétaires sont des Palestiniens des villages voisins de Modi'in Illit. Le motif allégué est la construction de la barrière de séparation qui entoure le bloc de colonies. Le tracé de ce mur sépare un grand nombre de villageois palestiniens de leurs terres, les privant de leurs ressources alimentaires et économiques, et place ces terres du côté des colonies israéliennes. 
L'historien israélien Gadi Algazi souligne à ce sujet « le lien étroit entre le mur de séparation et l'extension des colonies ». 
La moitié des terres du village de Bil'il ont été ainsi confisquées, soit 2000 dounams, pour permettre l'édification de deux nouveaux  quartiers à Modi'in Illit . Des intérêts économiques puissants sont en jeu : dans un des deux nouveaux quartiers, Green Park, 230 millions de dollars ont été investis pour construire 5 800 appartements ; le projet est géré par une filiale de l’Africa Israel Group, dont les bénéfices d’exploitation connaissent « une hausse de 129 % au cours des trois premiers trimestres de 2005 ». Si Israël invoque la sécurité pour justifier la construction du mur de séparation, ces confiscations de terres seraient des moyens de réaliser selon Gadi Algazi une d’annexion rampante de la Cisjordanie et des profits considérables liés aux investissements immobiliers. Les propriétaires palestiniens de terres de Bil'il ont quant à eux été considérablement appauvris.
Les habitants de Ni'lin, Deir-Quaddis et Bil'in, ont déposé des plaintes auprès de la Cour suprême israélienne. Selon les universitaires israéliens Elya Milner et Alexandre Sandy Kedar «  la Cour a activement facilité la croissance des colonies » « en légalisant un tracé de la barrière qui comprenait du côté des colonies israéliennes plusieurs plans non encore réalisés visant à étendre massivement ces colonies ».

## Localisation
La colonie a été édifiée à proximité du site antique Modi'in (ancient city) (en), célèbre pour avoir été la ville d'origine de la famille des Hasmonéens qui donnèrent l'indépendance puis dirigèrent la Judée aux Ier et IIe siècles av. J.-C. à la suite de la révolte des Maccabées.

## Population
En 2022, la population s'élevait à 81 216 habitants dont la majorité avait moins de 18 ans. Le rabbin de la ville est Meir Kessler et le maire est Yaacov Guttermann. De nombreuses Yeshivot (centres d'études de la Torah) se sont installées dans la ville dont une succursale la yeshiva de Mir dans le quartier de Brachfeld.
Lors des élections législatives de 2022, 97 % des habitants ont voté pour des partis ultraorthodoxes (77 % pour Judaïsme unifié de la Torah et 20 % pour Shas).

## Situation juridique
La communauté internationale dans son ensemble considère Modiin Illit comme toutes les colonies israéliennes de Cisjordanie illégales au regard du droit international mais le gouvernement israélien conteste ce point de vue.